# Nicola Larini
Nicola Larini (1964. március 19.) olasz autóversenyző.

## Pályafutása
1984 és 1986 között az olasz Formula–3-as bajnokságban versenyzett. Az 1986-os szezonban megnyerte a bajnoki címet, valamint ebben az évben harmadikként zárt az Formula–3-as Európa-kupán Stefano Modena és Alex Caffi mögött.

### Formula–1
1986-ban a Colonival megnyerte az olasz Formula–3-as bajnokságot, majd 1987 végén ugyanazzal csapattal elindult élete első Formula–1-es versenyén is. 1988-ban az Osella csapathoz igazolt, legjobb eredménye a monacói nagydíjon elért 9. hely volt. 1990-ben a Ligier, 1991-ben a Lamborghini szerződtette.
1992-ben túrakocsi versenyeken indult, egy Alfa Romeóval megnyerte az olasz bajnokságot, egy évvel később pedig az erős mezőnyű német bajnokságban diadalmaskodott. 1994 elején a sérült Jean Alesit helyettesítette a Ferrari csapatában, és második lett a tragikus San Marinó-i nagydíjon. Amikor Alesi felgyógyult, Larini visszatért a túraautókhoz. 1997-ben még egyszer visszatért a Formula–1-hez, a Sauber színeiben, de öt verseny után befejezte Formula–1-es pályafutását.

## Eredményei
Teljes Formula–1-es eredménylistája
(Táblázat értelmezése)

(Félkövér: pole-pozícióból indult; dőlt: leggyorsabb kört futott) 

| Év   | Csapat                         | Modell        | Motor                 | 1       | 2       | 3       | 4       | 5       | 6       | 7       | 8       | 9       | 10      | 11      | 12     | 13      | 14     | 15     | 16      | 17  | Helyezés | Pont |
| ---- | ------------------------------ | ------------- | --------------------- | ------- | ------- | ------- | ------- | ------- | ------- | ------- | ------- | ------- | ------- | ------- | ------ | ------- | ------ | ------ | ------- | --- | -------- | ---- |
| 1987 | Enzo Coloni Racing Car Systems | Coloni FC-187 | Ford DFZ 3.5 L V8     | BRA     | SMR     | BEL     | MON     | DET     | FRA     | GBR     | GER     | HUN     | AUT     | ITA Nk  | POR    | ESP Ki  | MEX    | JPN    | AUS     |     | -        | 0    |
| 1988 | Osella Squadra Corse           | Osella FA1    | Osella 1.5 L V8T      | BRA Nk  | SMR Kiz | MON 9   | MEX Nk  | CAN Nk  | USE Ki  | FRA Ki  | GBR 19  | GER Ki  | HUN NeK | BEL Ki  | ITA Ki | POR 12  | ESP Ki | JPN Ki | AUS NeK |     | -        | 0    |
| 1989 | Osella Squadra Corse           | Osella FA1M89 | Ford DFR 3.5 L V8     | BRA Kiz | SMR 12  | MON NeK | MEX NeK | USA NeK | CAN Ki  | FRA NeK | GBR Ki  | GER NeK | HUN NeK | BEL NeK | ITA Ki | POR NeK | ESP Ki | JPN Ki | AUS Ki  |     | -        | 0    |
| 1990 | Ligier Gitanes                 | Ligier JS33   | Ford DFR 3.5 L V8     | USA Ki  | BRA 11  | SMR 10  | MON Ki  | CAN Ki  | MEX 16  | FRA 14  | GBR 10  | GER 10  | HUN 11  | BEL 14  | ITA 11 | POR 10  | ESP 7  | JPN 7  | AUS 10  |     | -        | 0    |
| 1991 | Modena Team SpA                | Lambo 291     | Lamborghini 3.5 L V12 | USA 7   | BRA NeK | SMR NeK | MON NeK | CAN NeK | MEX NeK | FRA NeK | GBR NeK | GER Ki  | HUN 16  | BEL Nk  | ITA 16 | POR Nk  | ESP Nk | JPN Nk | AUS Ki  |     | -        | 0    |
| 1992 | Scuderia Ferrari               | Ferrari F92A  | Ferrari 3.5 L V12     | RSA     | MEX     | BRA     | ESP     | SMR     | MON     | CAN     | FRA     | GBR     | GER     | HUN     | BEL    | ITA     | POR    | JPN 12 | AUS 11  |     | -        | 0    |
| 1994 | Scuderia Ferrari               | Ferrari 412T1 | Ferrari 3.5 L V12     | BRA     | PAC Ki  | SMR 2   | MON     | ESP     | CAN     | FRA     | GBR     | GER     | HUN     | BEL     | ITA    | POR     | EUR    | JPN    | AUS     |     | 14.      | 6    |
| 1997 | Red Bull Sauber Petronas       | Sauber C16    | Petronas 3.0 L V10    | AUS 6   | BRA 11  | ARG Ki  | SMR 7   | MON Ki  | ESP     | CAN     | FRA     | GBR     | GER     | HUN     | BEL    | ITA     | AUT    | LUX    | JPN     | EUR | 19.      | 1    |

Teljes eredménylistája a túraautó-világbajnokságon
| Év   | Csapat    | Autó               | 1   | 1   | 2   | 2   | 3   | 3   | 4   | 4   | 5   | 5   | 6   | 6   | 7   | 7   | 8   | 8   | 9   | 9   | 10  | 10  | 11  | 11  | 12  | 12  | Helyezés | Pont |
| 2005 | Chevrolet | Chevrolet Lacetti  | MON | MON | MGN | MGN | SLV | SLV | IMO | IMO | PUE | PUE | SPA | SPA | OSC | OSC | IST | IST | VAL | VAL | MAC | MAC |     |     |     |     | 16.      | 9    |
| ---- | --------- | ------------------ | --- | --- | --- | --- | --- | --- | --- | --- | --- | --- | --- | --- | --- | --- | --- | --- | --- | --- | --- | --- | --- | --- | --- | --- | -------- | ---- |
| 2005 | Chevrolet | Chevrolet Lacetti  | 24  | 15  | 17  | 13  | Ki  | Ni  | 13  | 11  | 10  | 7   | 17  | 18  | 17  | 11  | NC  | Ki  | 7   | Ki  | 4   | 10  |     |     |     |     | 16.      | 9    |
| 2006 | Chevrolet | Chevrolet Lacetti  | MON | MON | MGN | MGN | BRA | BRA | OSC | OSC | CUR | CUR | PUE | PUE | BRN | BRN | IST | IST | VAL | VAL | MAC | MAC |     |     |     |     | 12.      | 24   |
| 2006 | Chevrolet | Chevrolet Lacetti  | 27  | 7   | 11  | 8   | NC  | 12  | 14  | 21  | Ki  | Ni  | 15  | Ki  | 11  | 7   | 7   | 3   | 3   | 4   | 22  | Ni  |     |     |     |     | 12.      | 24   |
| 2007 | Chevrolet | Chevrolet Lacetti  | CUR | CUR | ZAN | ZAN | VAL | VAL | PAU | PAU | BRN | BRN | POR | POR | AND | AND | OSC | OSC | BRA | BRA | MON | MON | MAC | MAC |     |     | 5.       | 71   |
| 2007 | Chevrolet | Chevrolet Lacetti  | Ki  | 10  | 2   | 4   | 2   | 5   | Ki  | 11  | 5   | 6   | 3   | 20  | 7   | 2   | Ki  | 21  | Ki  | 12  | 4   | 2   | 7   | 2   |     |     | 5.       | 71   |
| 2008 | Chevrolet | Chevrolet Lacetti  | CUR | CUR | PUE | PUE | VAL | VAL | PAU | PAU | BRN | BRN | EST | EST | BRA | BRA | OSC | OSC | IMO | IMO | MON | MON | OKA | OKA | MAC | MAC | 11.      | 48   |
| 2008 | Chevrolet | Chevrolet Lacetti  | Ki  | 12  | 3   | Ki  | 6   | 9   | 7   | 2   | 11  | 11  | 2   | 6   | 23  | 12  | Ki  | 11  | 6   | 4   | 5   | 3   | 16  | 12  | 9   | Ki  | 11.      | 48   |
| 2009 | Chevrolet | Chevrolet Cruze LT | CUR | CUR | PUE | PUE | MAR | MAR | PAU | PAU | VAL | VAL | BRN | BRN | POR | POR | BRA | BRA | OSC | OSC | IMO | IMO | OKA | OKA | MAC | MAC | 13.      | 27   |
| 2009 | Chevrolet | Chevrolet Cruze LT | 15  | 15  | 8   | 10  | 6   | 1   | NC  | 9   | 11  | 13  | Ki  | 13  | 5   | Ki  | 22  | 17  | 15  | 6   | Ki  | 16  | 12  | 5   | 12  | 7   | 13.      | 27   |

## Fordítás
- Ez a szócikk részben vagy egészben  a   Nicola Larini című angol Wikipédia-szócikk fordításán alapul.  Az eredeti cikk szerkesztőit annak laptörténete sorolja fel. Ez a jelzés csupán a megfogalmazás eredetét és a szerzői jogokat jelzi, nem szolgál a cikkben szereplő információk forrásmegjelöléseként.

## Külső hivatkozások
- Profilja a grandprix.com honlapon (angolul)
- Profilja a statsf1.com honlapon (angolul)
- Profilja a driverdatabase.com honlapon (angolul)